# Silic dioxide
Silic dioxide là một hợp chất hóa học còn có tên gọi khác là silica (từ tiếng Latin silex), là một oxide của silic có công thức hóa học là SiO2 và nó có độ cứng cao được biết đến từ thời cổ đại.
Phân tử SiO2 không tồn tại ở dạng đơn lẻ mà liên kết lại với nhau thành phân tử rất lớn. Silica có hai dạng cấu trúc là dạng tinh thể và vô định hình . Trong tự nhiên silica tồn tại chủ yếu ở dạng tinh thể hoặc vi tinh thể (thạch anh, tridymit, cristobalit, canxedon, đá mã não), đa số silica tổng hợp nhân tạo đều được tạo ra ở dạng bột hoặc dạng keo và có cấu trúc vô định hình (silica colloidal). Một số dạng silica có cấu trúc tinh thể có thể được tạo ra ở áp suất và nhiệt độ cao như coesit và stishovit.

Silica được tìm thấy phổ biến trong tự nhiên ở dạng cát hay thạch anh, cũng như trong cấu tạo thành tế bào của tảo cát. Nó là thành phần chủ yếu của một số loại thủy tinh và chất chính trong bê tông. Silica là một khoáng vật phổ biến trong vỏ Trái Đất.

Trong điều kiện áp suất thường, silica tinh thể có 3 dạng thù hình chính, đó là thạch anh, triđimit và cristobalit. Mỗi dạng thù hình này lại có hai hoặc ba dạng thứ cấp: dạng thứ cấp α bền ở nhiệt độ thấp và dạng thứ cấp β nhiệt độ cao. Ba dạng tinh thể của silica có cách sắp xếp khác nhau của các nhóm tứ diện SiO4 ở trong tinh thể. Ở thạch anh α, góc liên kết Si-O-Si bằng 150°, ở tridimit và cristobalit thì góc liên kết Si-O-Si bằng 180°. Trong thạch anh, những nhóm tứ diện SiO4 được sắp xếp sao cho các nguyên tử Si nằm trên một đường xoắn ốc quay phải hoặc quay trái, tương ứng với α-thạch anh và β-thạch anh. Từ thạch anh biến thành cristobalit cần chuyển góc Si-O-Si  từ 150° thành 180°, trong khi đó để chuyển thành α-tridimit thì ngoài việc chuyển góc này còn phải xoay tứ diện SiO4 quanh trục đối xứng một góc bằng 180°.
  
Silica có thể được tổng hợp (điều chế) ở nhiều dạng khác nhau như silica gel, silica khói (fumed silica), aerogel, xerogel, silica keo (colloidal silica)... Ngoài ra, silica NanospringsTM được sản xuất bởi phương pháp hơi lỏng-rắn ở nhiệt độ thấp bằng với nhiệt độ phòng.

## Ứng dụng
Silica thường được dùng để sản xuất kính cửa sổ, lọ thủy tinh. Phần lớn sợi quang học dùng trong viễn thông cũng được làm từ silica. Nó là vật liệu thô trong gốm sứ trắng như đất nung, gốm sa thạch và đồ sứ, cũng như xi măng Portland.
Bên cạnh đó, nhờ vào nhiều đặc tính nổi bật bao gồm: tính tương thích sinh học, tính trơ, diện tích bề mặt lớn và khả năng thanh thải,... mà vật liệu silica được ứng dụng rộng rãi trong các lĩnh vực như phân phối thuốc/gen, cảm biến sinh học, điều trị ung thư và sản xuất vaccine (đang nghiên cứu).

## Tính chất hóa học
Silic dioxide có thể tác dụng với kiềm và oxide base tạo thành muối silicat ở nhiệt độ cao
Silic dioxide không phản ứng được với nước.
Silic dioxide phản ứng với acid hydrofluoric (HF) theo phương trình:
SiO2 + 4HF → SiF4 + 2H2O
SiO2 + 6HF(đặc) →   H2SiF6  + 2H2O

## Điều chế (Tổng hợp)
Dù silica phổ biến trong tự nhiên nhưng người ta cũng có thể tổng hợp được theo nhiều cách khác nhau: 
- Bằng cách cho silic phản ứng với oxy ở nhiệt độ cao:(theo sgk hóa 9)

(phương pháp này thường được áp dụng để phủ lớp SiO2 trên bề mặt silic)
- Phương pháp phun khói (thủy phân silic halogel ở nhiệt độ cao với oxy và Hydro)

- Phương pháp kết tủa (Cho thủy tinh lỏng phản ứng với 1 acid (vô cơ).

- Phương pháp sol-gel (Thủy phân một alkoxysilan với xúc tác base hoặc acid)[6]